# Montano (Montano Lucino)
Montano (già Montano Comasco) è una frazione del comune italiano di Montano Lucino, nella provincia di Como, in Lombardia.
La frazione confina con Lucino, Gironico e Villa Guardia. Il patrono é Sant'Andrea il quale viene festeggiato il 30 novembre.
Il comune di Montano assunse la denominazione di Montano Comasco nel 1863 e fu soppresso nel 1928 quando venne aggregato a Montano Lucino.

## Monumenti e luoghi d'interesse
Chiesa di Sant'Andrea

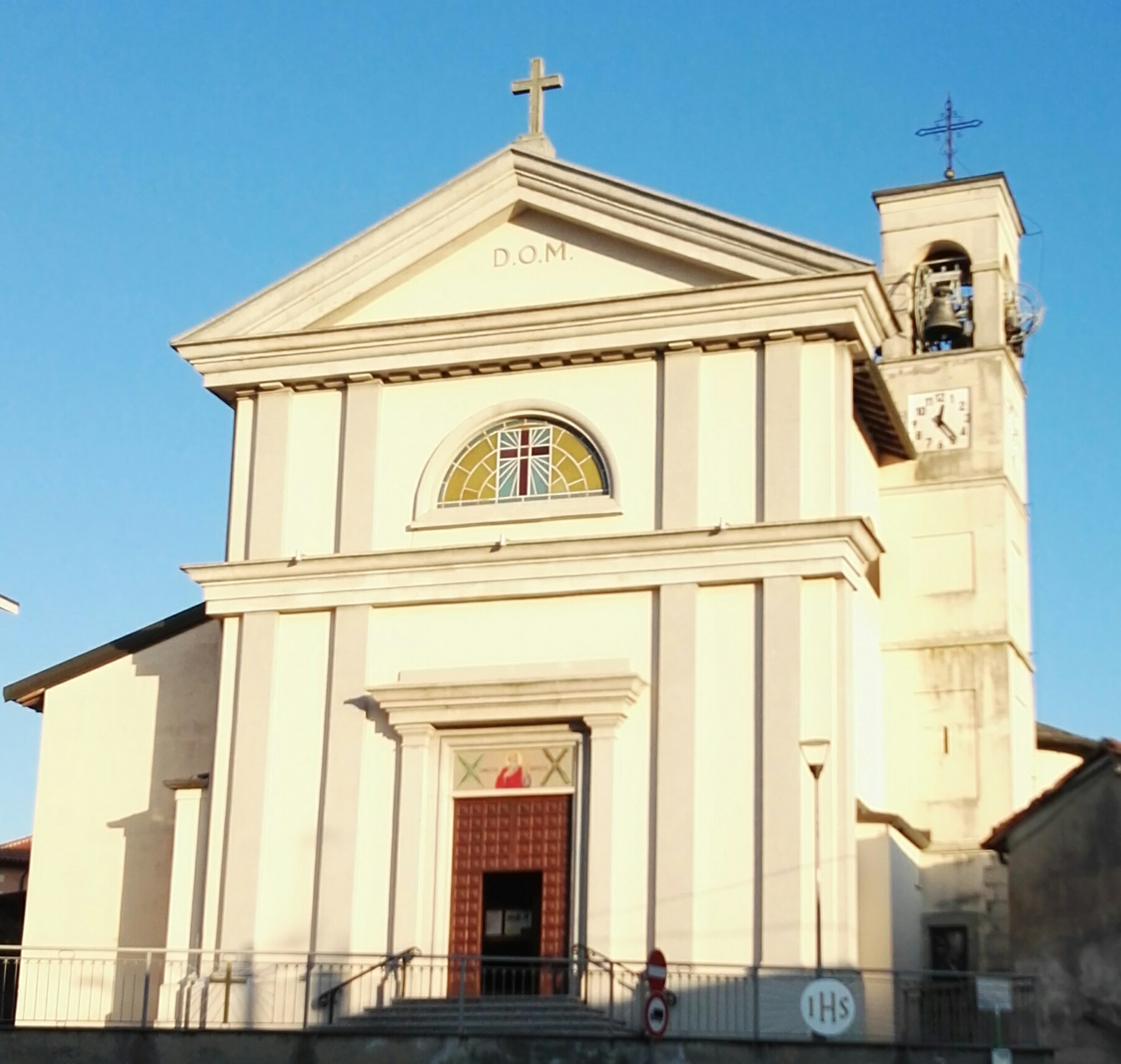
Chiesa Sant'Andrea a Montano

La chiesa parrocchiale, situata al centro del paese, è dedicata a Sant'Andrea. Al suo interno sono custodite due statue: a destra Rita da Cascia, mentre alla sinistra la Maria Addolorata. I banchi lignei sono disposti su due navate, entrambe di fronte all'altare. Esternamente, sulla parete sinistra, è dipinto un quadro della Sacra Famiglia, su quella destra è affisso un quadro di San Michele Arcangelo che sovrasta Satana.